# Bitva u Megida (609 př. n. l.)
Bitva u Megida byla vojenská konfrontace mezi silami starověkého Egypta a Judského království, která se odehrála v roce 609 př. n. l. Egypt pod vedením Neka II. spolu s upadající Asýrií bojoval proti Babyloňanům a jejich spojencům Médům. Egypt vstoupil mezi ně do konfliktu ve snaze zastavit vzrůstající moc Novobabylonské říše.

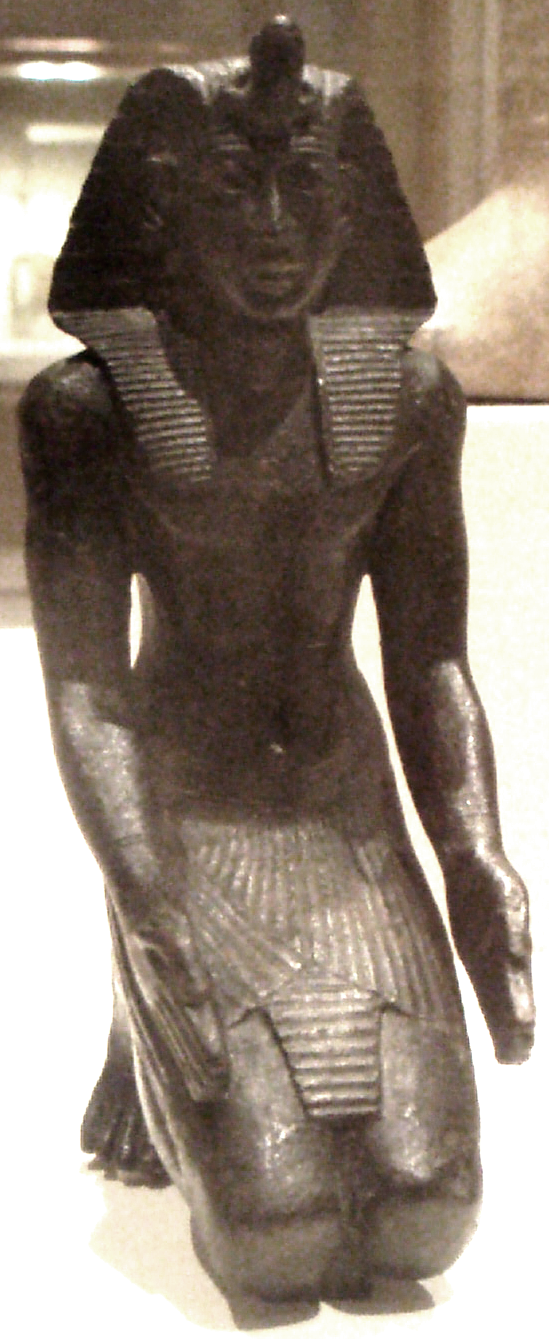
Soška klečícího Neka II.

Egypťané, kteří spěchali na pomoc svým asyrským spojencům, byli zastaveni na Via Maris u Megida armádou Judského království, vedenou jeho králem Jóšijášem. Egypťané zvítězili a Jóšijáš v boji zahynul. Přesto však Egypt nakonec nebyl schopen zabránit vítězství Novobabylonské říše nad Asyřany o 4 roky později v bitvě u Karchemiše.